# .im
im. هو امتداد خاص بالعناوين الإلكترونية (نطاق) domain للمواقع التي تنتمي إلى جزيرة ايسلى أوف مان (في البحر الأيرلندي).